# Aérodrome de Flers - Saint-Paul
L’aérodrome de Flers - Saint-Paul (code OACI : LFOG) est un aérodrome civil, ouvert à la circulation aérienne publique (CAP), situé sur la commune de La Lande-Patry à 1,5 km à l’ouest de Flers dans l’Orne (région Basse-Normandie, France).
Il est utilisé pour la pratique d’activités de loisirs et de tourisme (aviation légère et aéromodélisme). Propriété de la société Roval Cosmétiques (Groupe Anjac), sa gestion est assurée non plus par la Chambre de commerce et d'industrie Ouest Normandie mais par Flers Agglo.

## Histoire
C'est en 1935 que le projet de création d'un aéroport voit le jour. Une grande compagnie aérienne française se dit intéressée par ce site en tant qu’escale entre « Paris et l’Atlantique », tout comme deux importants constructeurs aéronautiques qui envisagent d’y créer une école de pilotage.
Le "Journal Officiel" du 1ᵉʳ juillet déclare d’intérêt public l’acquisition de 20 hectares de terrain sur la commune de la Lande-Patry afin d’y construire l'aéroport, terrain qui sera acquis par la Chambre de commerce.
Un grand meeting aérien est organisé le 5 septembre 1937 par l’aéroclub de Flers (créé en 1934) pour fêter l’inauguration du terrain.
En 1938, le hangar de l’aérodrome héberge pas moins de sept avions, dont trois appartenant à l’aéroclub de Flers.
En 1939, Le terrain sera occupé par l’aviation allemande et durement bombardé par les alliés.
Après deux ans de travaux, le rebouchage de près de 300 trous de bombes et la reconstruction des hangars détruits, que, grâce à des bénévoles et les services publics locaux, le premier redécollage d'un avion eut lieu le 29 septembre 1946.  
Les 14 et 15 juin 1957, le terrain accueille un rallye aérien international composé de 61 avions immatriculés pour la plupart en France et en Angleterre.
En 1971, un projet d’extension du terrain est à l’étude afin de recevoir l'aviation d’affaire, pouvant aller du multimoteur à hélice aux petits avions à réaction (jusqu’à 15 places).
Le projet consistait à construire une piste en dur de 1000 mètres par 30 mètres orientée ENE/WSW avec une bande accolée « gazonnée » de 60 mètres de largeur.
Une extension supplémentaire de quelques centaines de mètres était prévue vers WSW.
Finalement, il ne sera construit que la piste en dur 06/24 actuelle de 720×25 mètres qui est depuis passée à 742×25 mètres en orientation 05/23.
Quant à la piste d’origine, après avoir envisagé son allongement de 150 mètres, portant ainsi sa longueur à 880 mètres, tout en gardant sa largeur originale de 100 mètres, elle fut finalement abandonnée.

Logo de la compagnie France Aéro Service.

La ligne envisagée vers Paris ne fut finalement ouverte que d'avril 1968 à la fin de l'été. L'entreprise de taxi aérien "France Aéro Service", dont le siège était à Versailles et la base sur l'aérodrome de Toussus-le-Noble, agent général des avions américains Piper en France, exploite la ligne en Piper 23-250 Aztec (immatriculation N5429Y) de 05 passagers. Le vol inaugural a eu lieu le 18 avril 1968. La compagnie partait de Flers le matin, après 45 minutes de vol, l'avion se posait à Toussus-le-Noble, les passagers pouvaient prendre ensuite un mini-car en direction des transports de la porte de Saint-Cloud dans le XVIème arrondissement en 15 minutes. Avant la fin de la ligne, un crash a failli se produire lors d’un décollage de Flers  en raison d'une piste un peu trop courte et la prairie humide, le Piper monoplan a terminé sa course dans les barbelés de clôture de l'aérodrome. Les passagers s’en tirèrent avec une grosse frayeur.  
Une aérogare fut même construite pour accueillir les passagers. Elle sert aujourd'hui de local à l’aéroclub de Flers-Condé.  
On reparlait d'un projet de reprise de la ligne Flers - Paris en février 1970.  
La chambre de commerce et d'industrie de Flers-Argentan en prenait la gestion en 1972. Son siège se trouvant sur l'aérodrome de Flers.
Courant 2012, la société "Réseau de Transport Électricité" (RTE), filiale d'EDF, avait construit à ses frais un hangar de 1 200 m2 et une aire d'atterrissage en vue d'accueillir la base technique de maintenance des hélicoptères de RTE lors du programme de construction de la ligne électrique à très haute tension Cotentin-Maine, mise en service en mai 2013. RTE revendait ce hangar par la suite à l'entreprise de cosmétique "ROVAL" implantée à la lisière de l'aérodrome.
Pour se mettre en conformité avec la loi Pacte, à compter du 31 décembre 2020, la Chambre de Commerce et d'Industrie Ouest Normandie a cédé l'aérodrome et sa gestion. 

Logo de Roval Cosmétiques.

La société Roval Cosmétiques (groupe cosmétique français Anjac présent sur 22 sites de productions en France, Californie, Canada et Espagne) dont ses installations jouxtent l'aérodrome, a racheté l'infrastructure et en a confié la gestion à Flers Agglo(42 communes pour 55 000 habitants).

## Installations

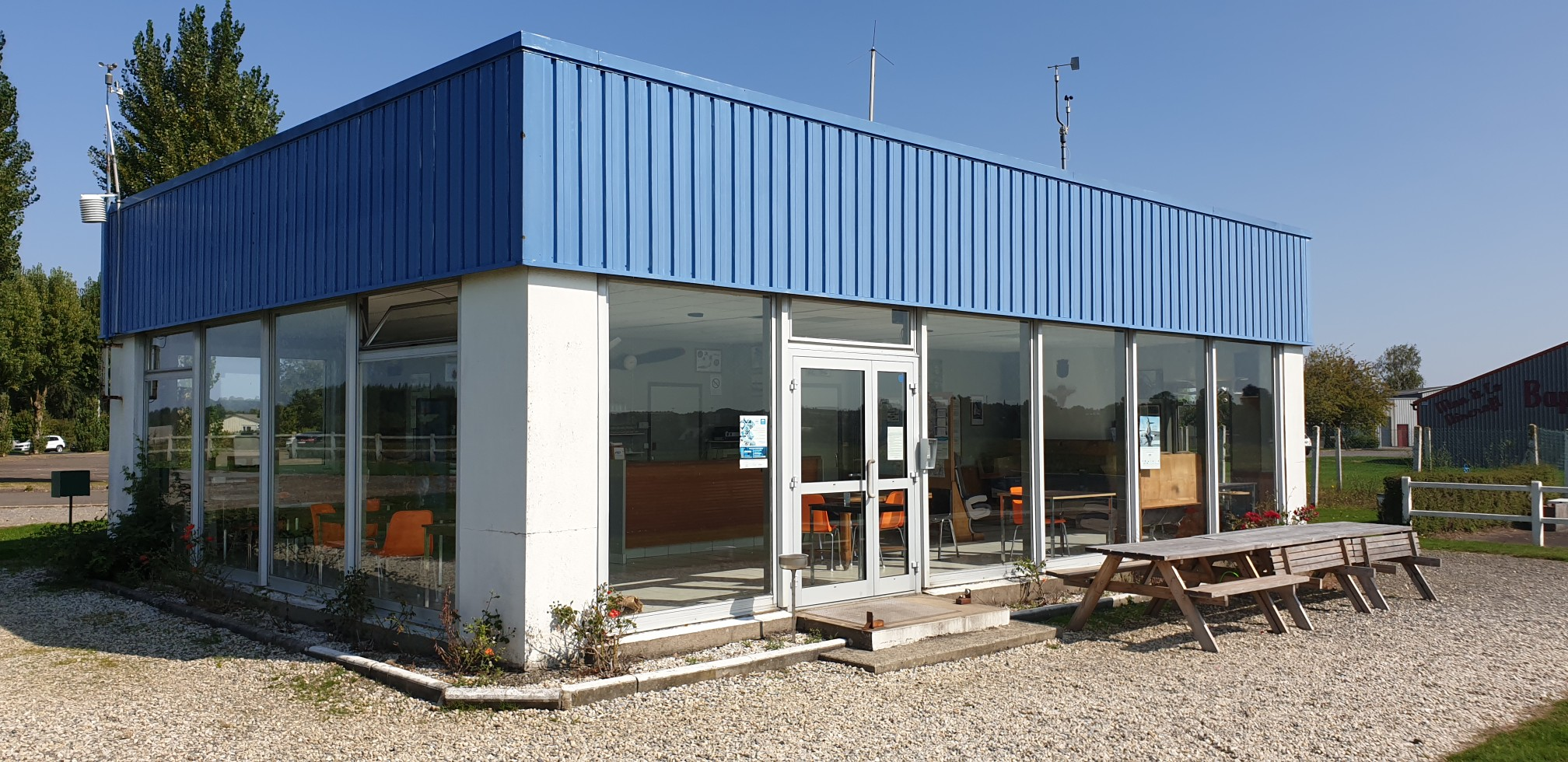
Aéroclub de Flers-Condé côté piste (Ancienne Aérogare)

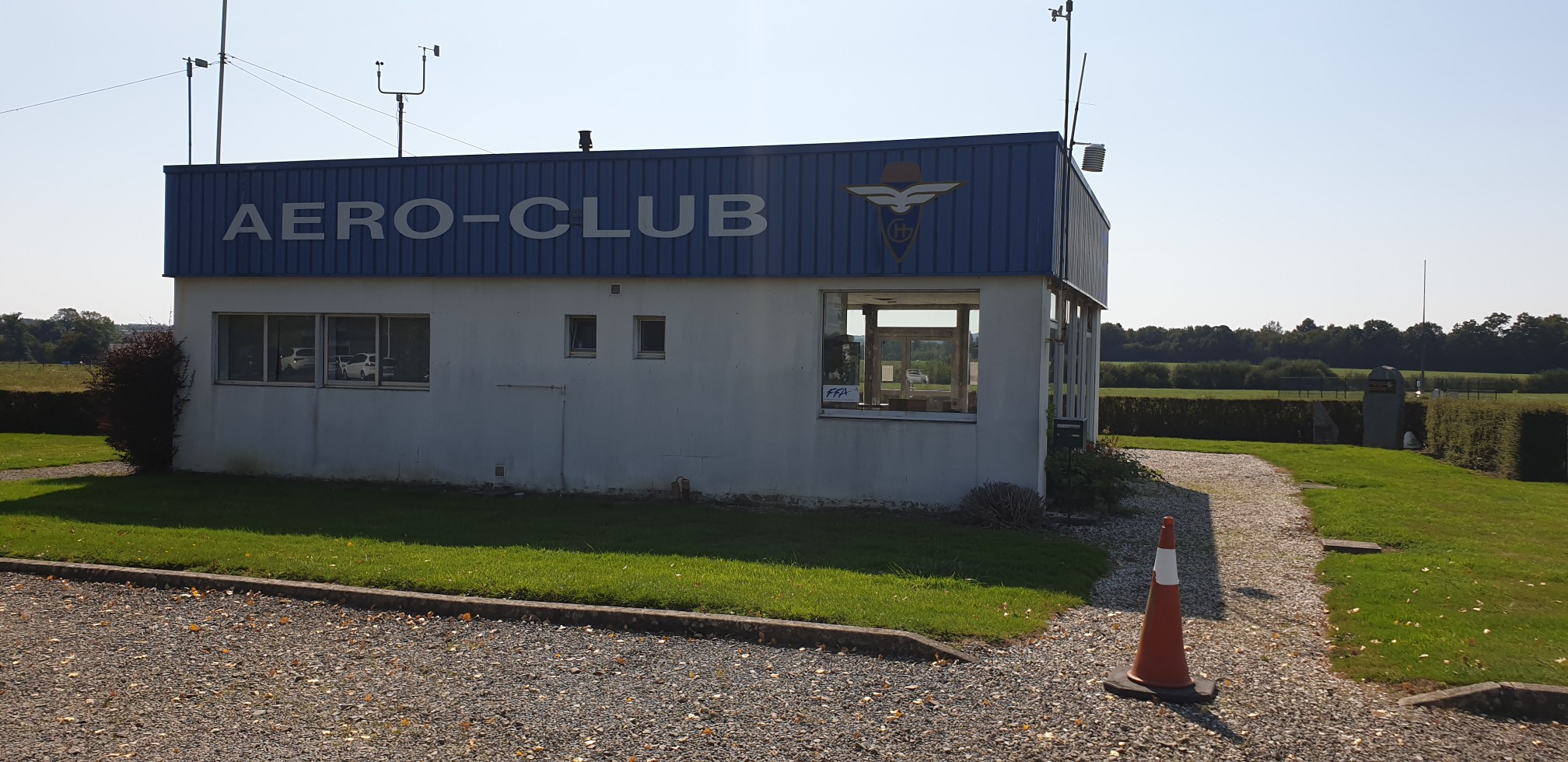
Aéroclub de Flers côté rue (Ancienne Aérogare)

L’aérodrome dispose d’une piste bitumée orientée est-ouest (05/23), longue de 742 mètres et large de 25.
L’aérodrome n’est pas contrôlé mais dispose d’une aire à signaux. Les communications s’effectuent en auto-information sur la fréquence de 123,500 MHz.
S’y ajoutent :
- une aire de stationnement ;
- des hangars ;
- une station d’avitaillement en carburant (100LL) et en lubrifiant[9] ;
- L'ancienne aérogare qui héberge l'aéroclub de Basse-Normandie Flers-Condé[7] ;
- un parking de 100 places ;

## Activités

### Transports
En 1968, une ligne Flers-Paris a été mise en place, cependant elle n'a duré que quelques semaines. Il n'y a plus activité régulière commerciale sur le site.
Aucune société d'aviation privée n'est implantée sur l'aérodrome, distant de 66 kilomètres avec l'aéroport de Caen-Carpiquet.

### Sociétés implantées
- Chambre de commerce et d’industrie Ouest Normandie

### Loisirs et tourisme
- Aéroclub de Basse Normandie Flers - Condé[7]
- École de pilotage FL’Air ULM

## Trafic
| Année | Mouvements Avions |
| ----- | ----------------- |
| 2006  | 5 000             |
| 2007  | 5 400             |
| 2008  | 5 514             |
| 2009  | 4 690             |
| 2010  | 4 340             |
| 2011  | 4 850             |
| 2012  | 4 490             |
| 2013  | 3 294             |
| 2014  | 2 217             |
| 2015  | 1 428             |
| 2016  | 2 720             |
| 2017  | 1 850             |
| 2018  | 1 460             |
| 2019  | 1 710             |
| 2021  | 1 850             |
| 2022  | 1 790             |
| 2023  | 1 720             |

## Vues aériennes

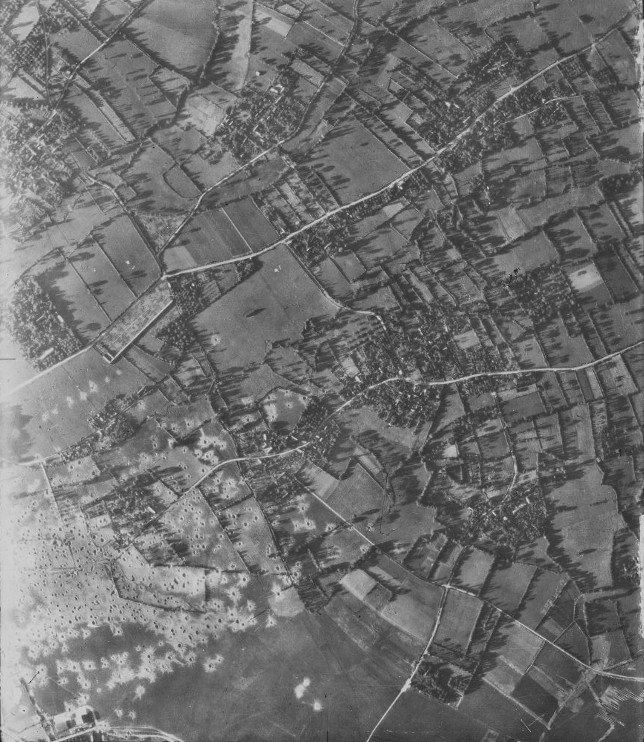
Aérodrome de Flers le 24 juin 1944 bombardé.
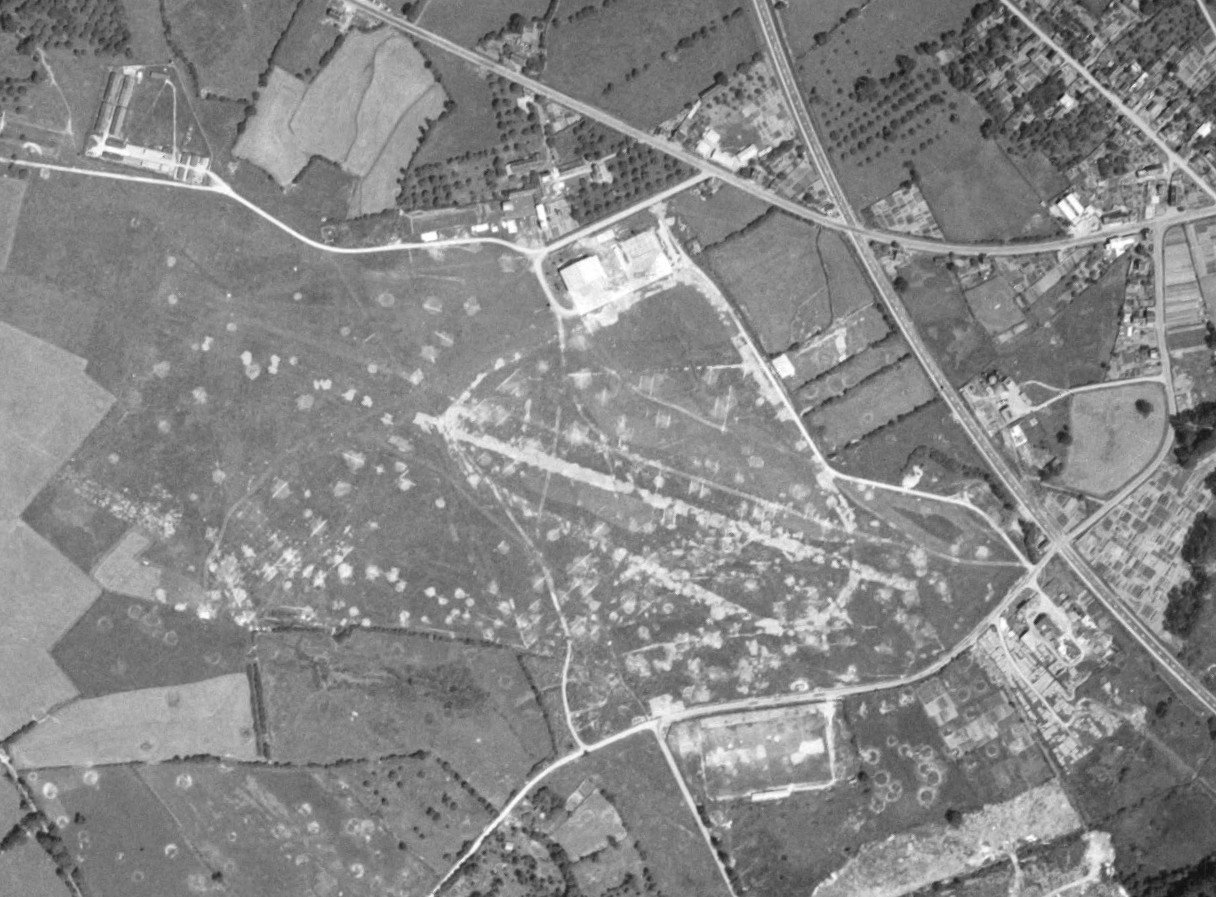
Aérodrome de Flers 03 juillet 1947 avec les trous de bombes rebouchés.
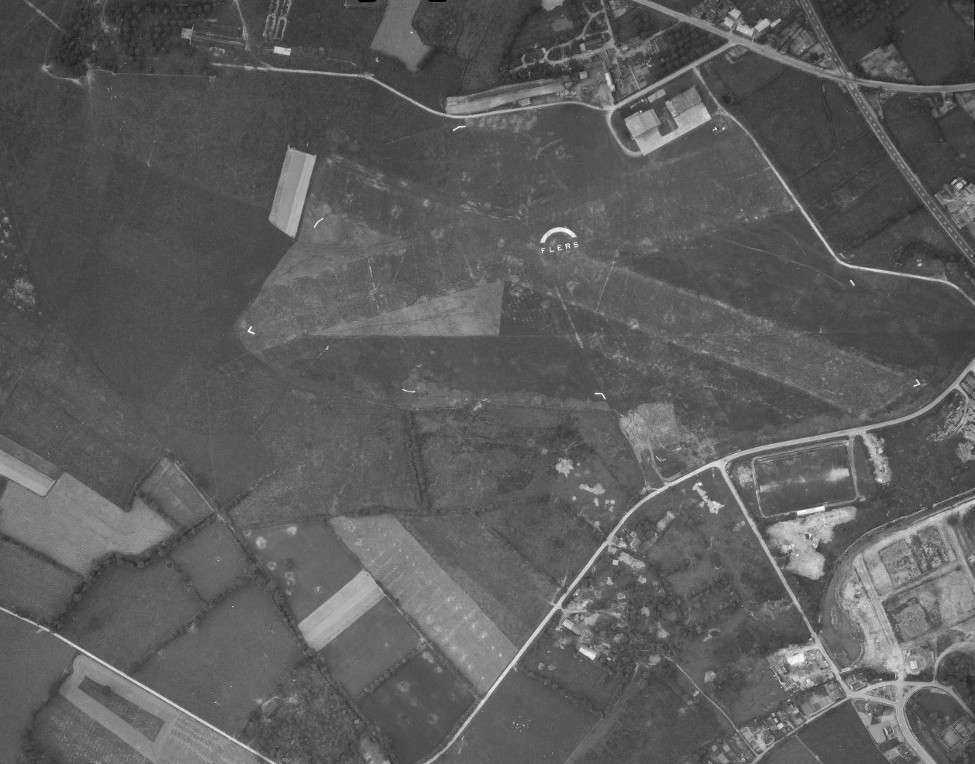
Aérodrome de Flers le 21 juin 1951 avec ses deux pistes en herbe.
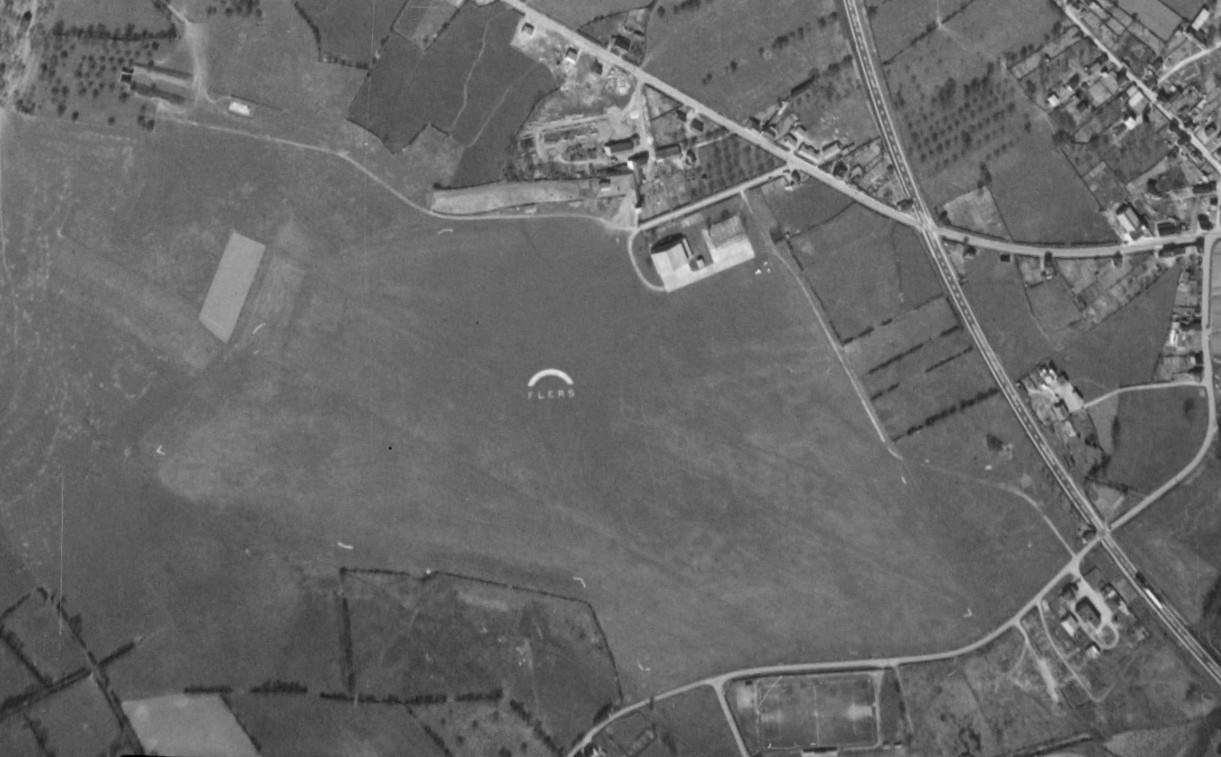
Aérodrome de Flers le 19 avril 1955.
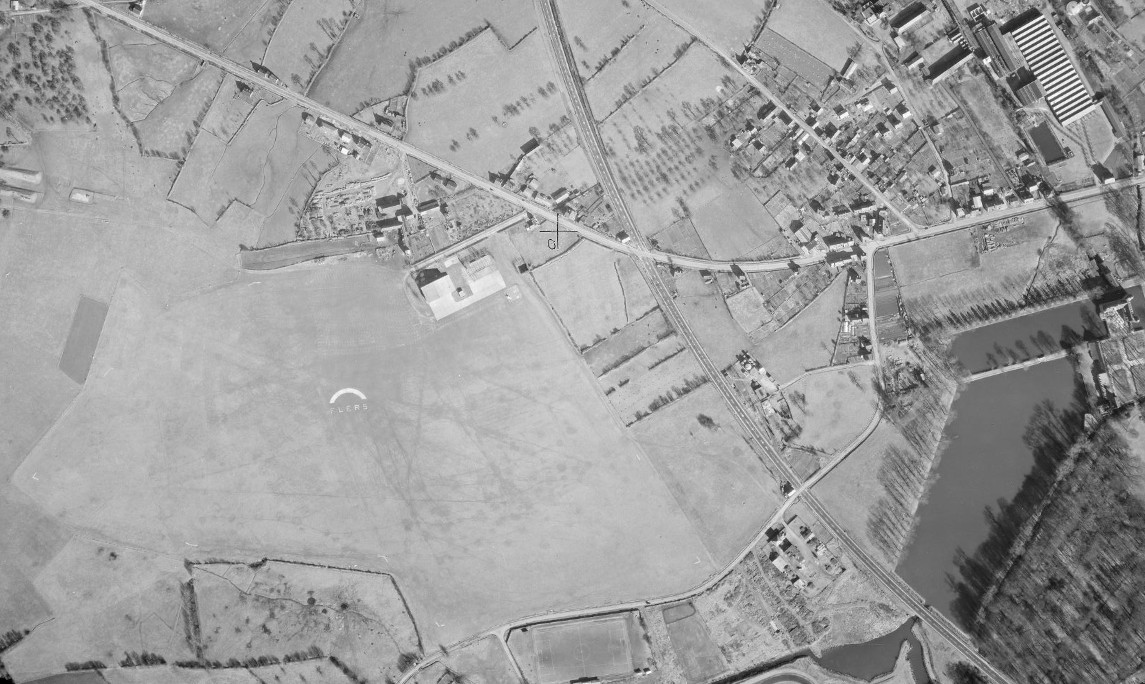
Aérodrome de Flers le 09 mars 1956.
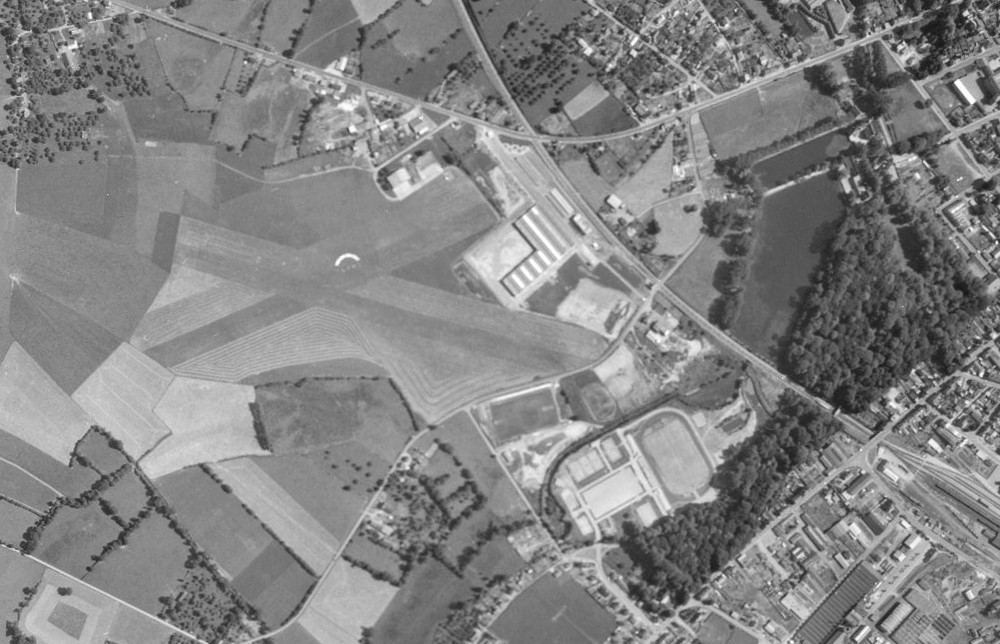
Aérodrome de Flers le 25 juin 1961 avec ses deux pistes en herbe et la première usine Roval construite.
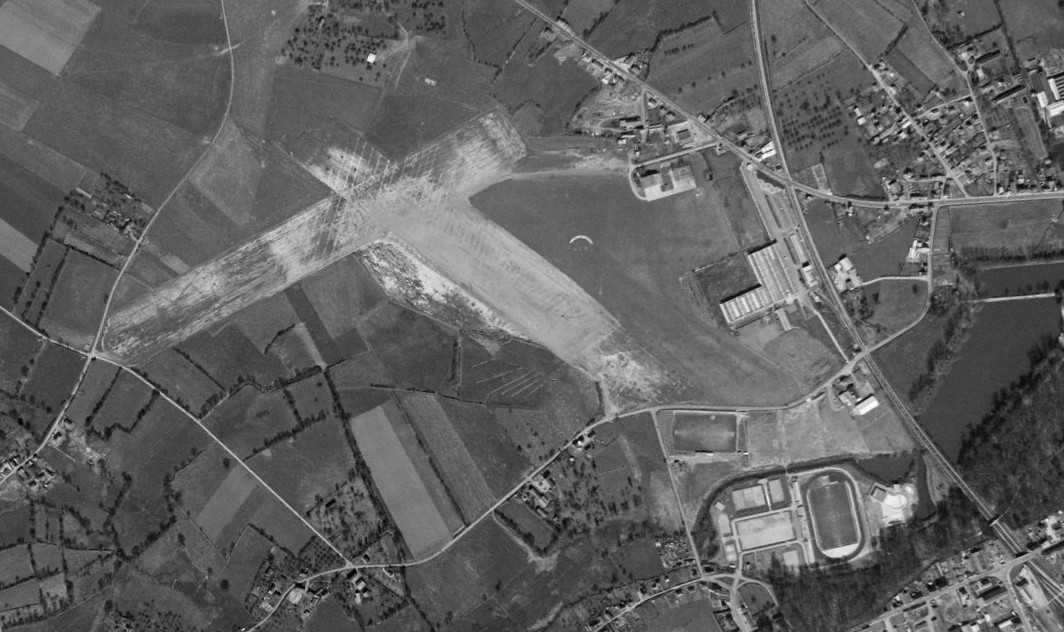
Aérodrome de Flers le 01 avril 1965 avec ses deux pistes en herbe et un hangar à avions.
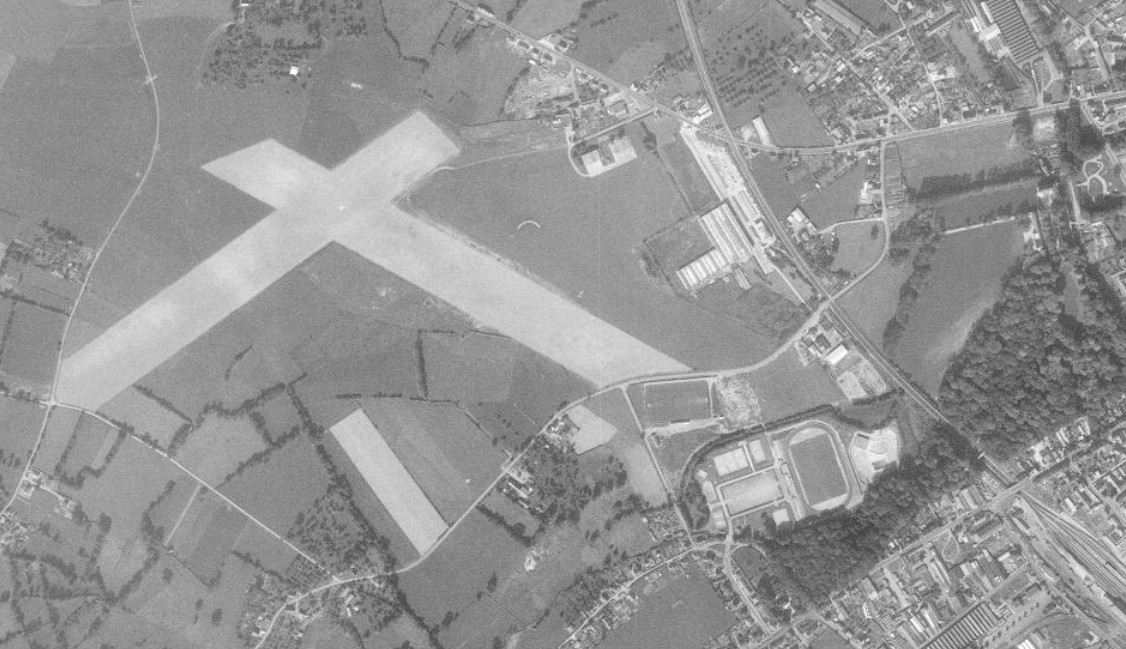
Aérodrome de Flers le 22 septembre 1966 avec ses deux pistes en herbe.
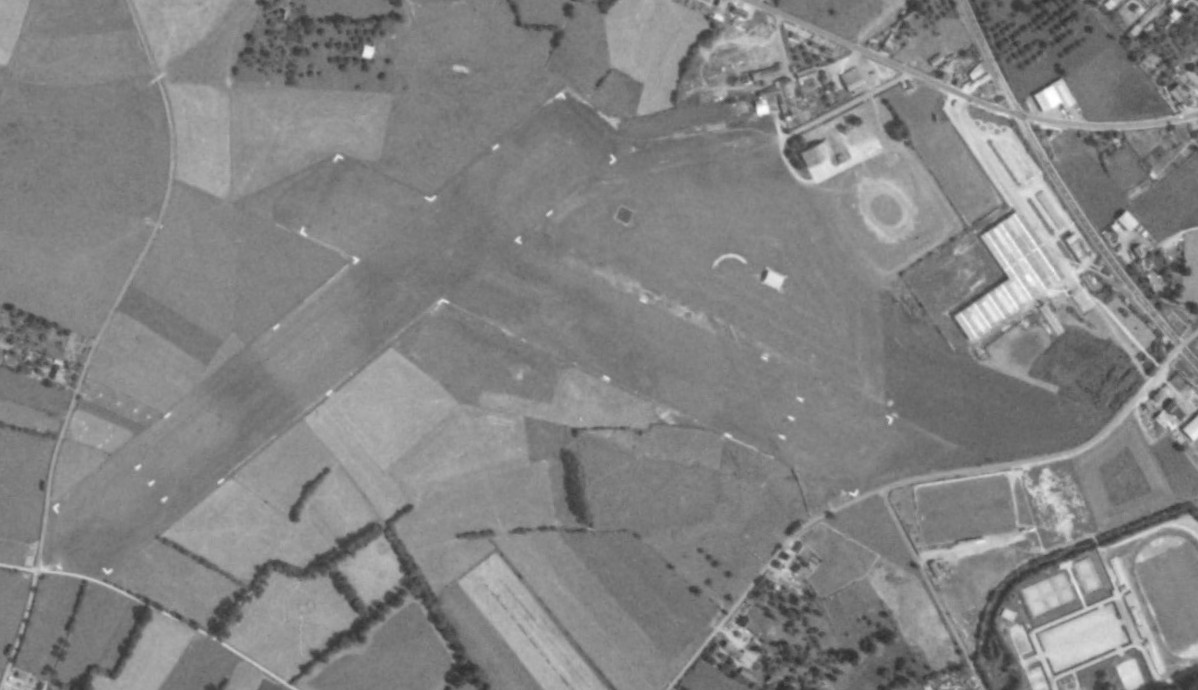
Aérodrome de Flers le 11 juillet 1967 avec ses deux pistes en herbe.
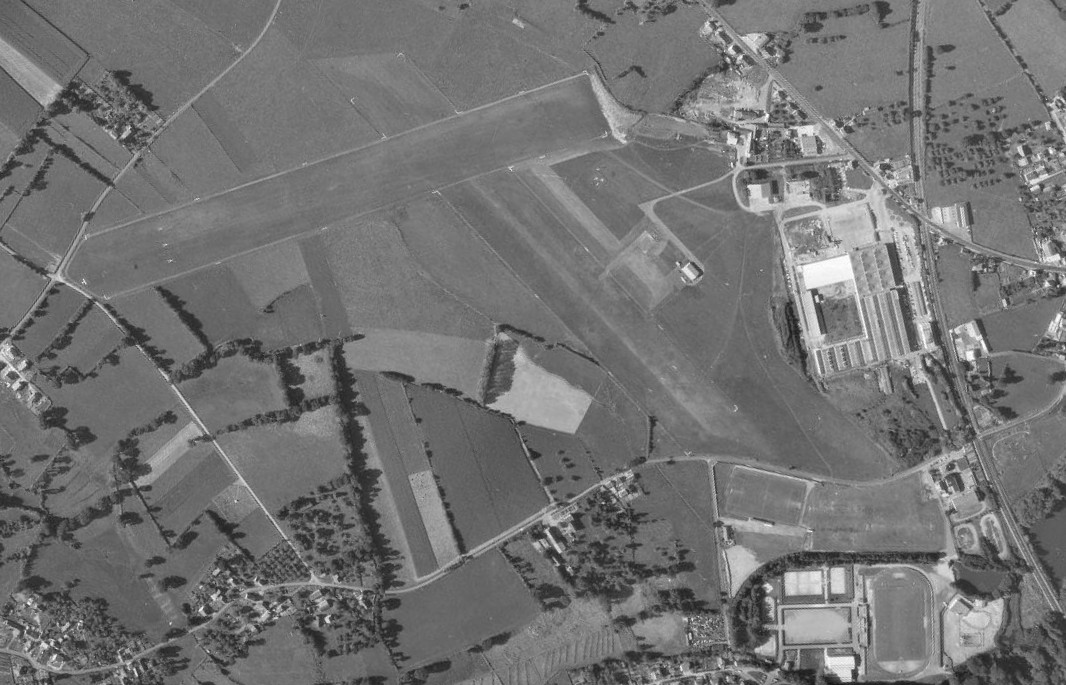
Aérodrome de Flers en 1971 avec ses deux pistes en herbe et un hangar à avions.
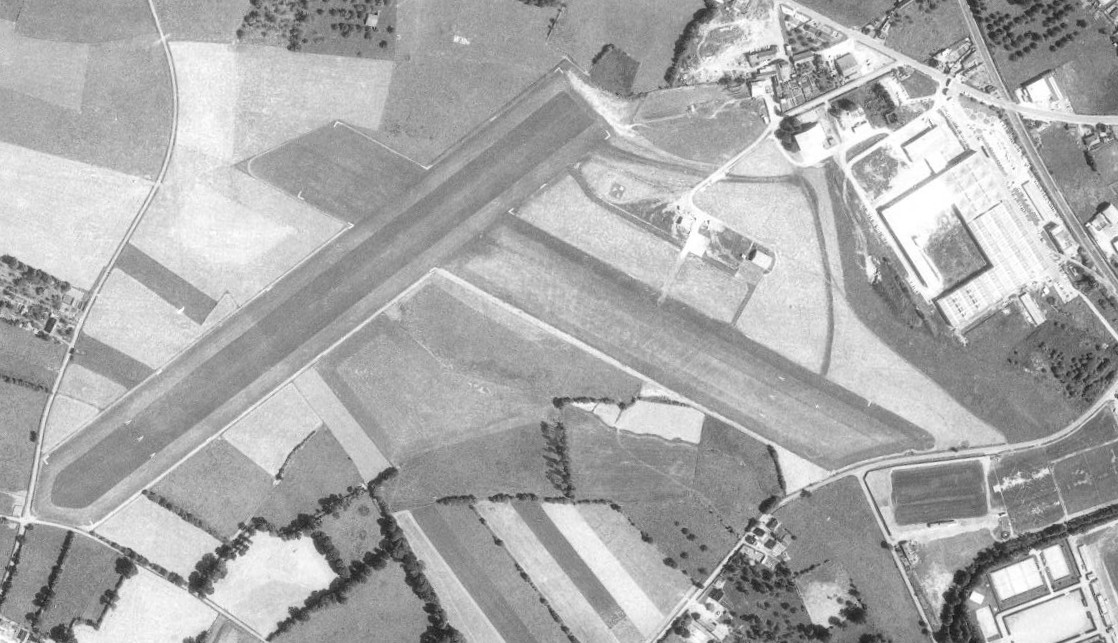
Aérodrome de Flers le 13 juillet 1972 avec ses deux pistes en herbe et un hangar à avions et construction des voies d'accès et parking à avions enrobés.
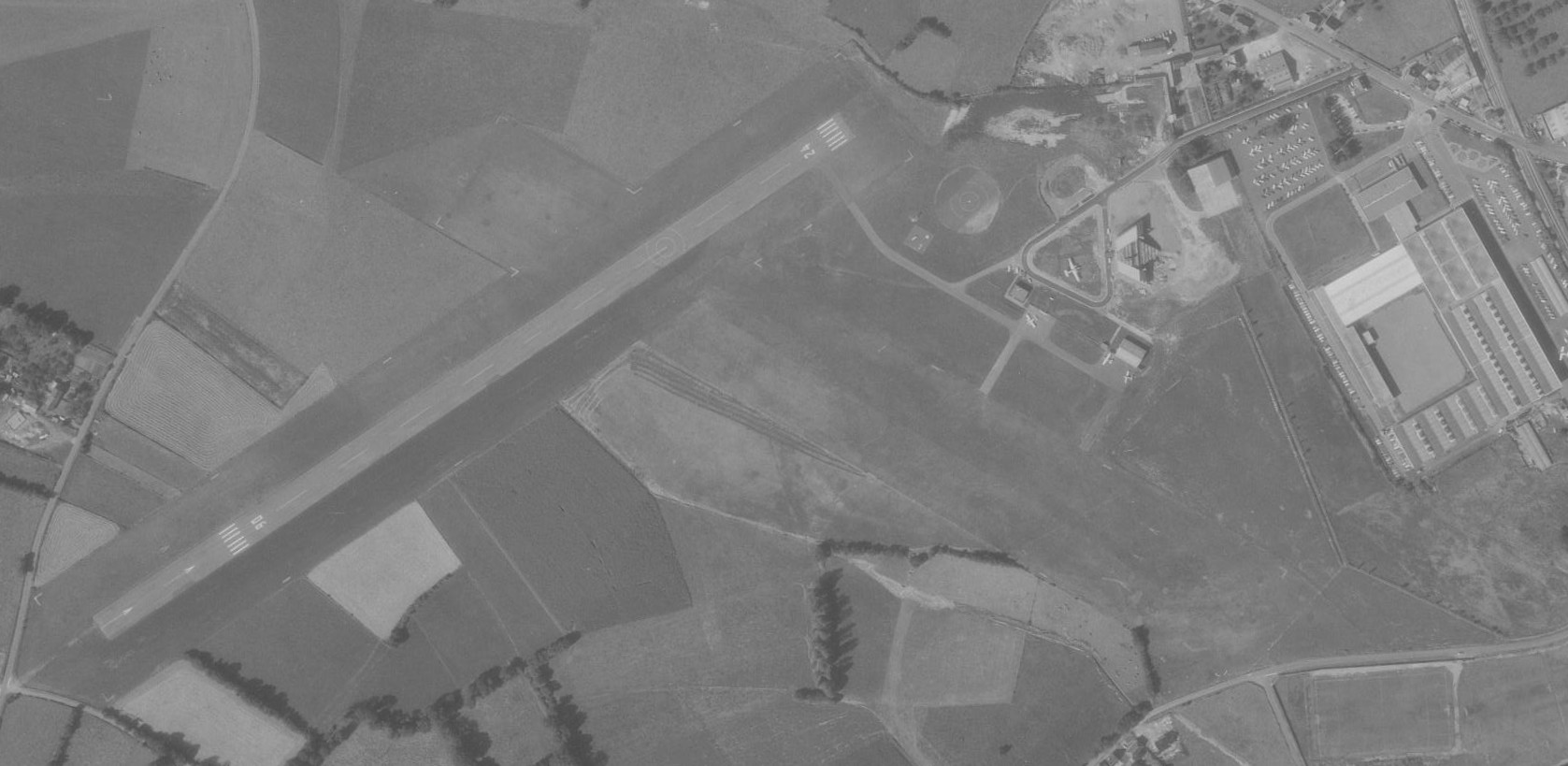
Aérodrome de Flers le 29 août 1977 avec son aérogare, un hangar à avions et la construction du batiment de la CCI de Flers.
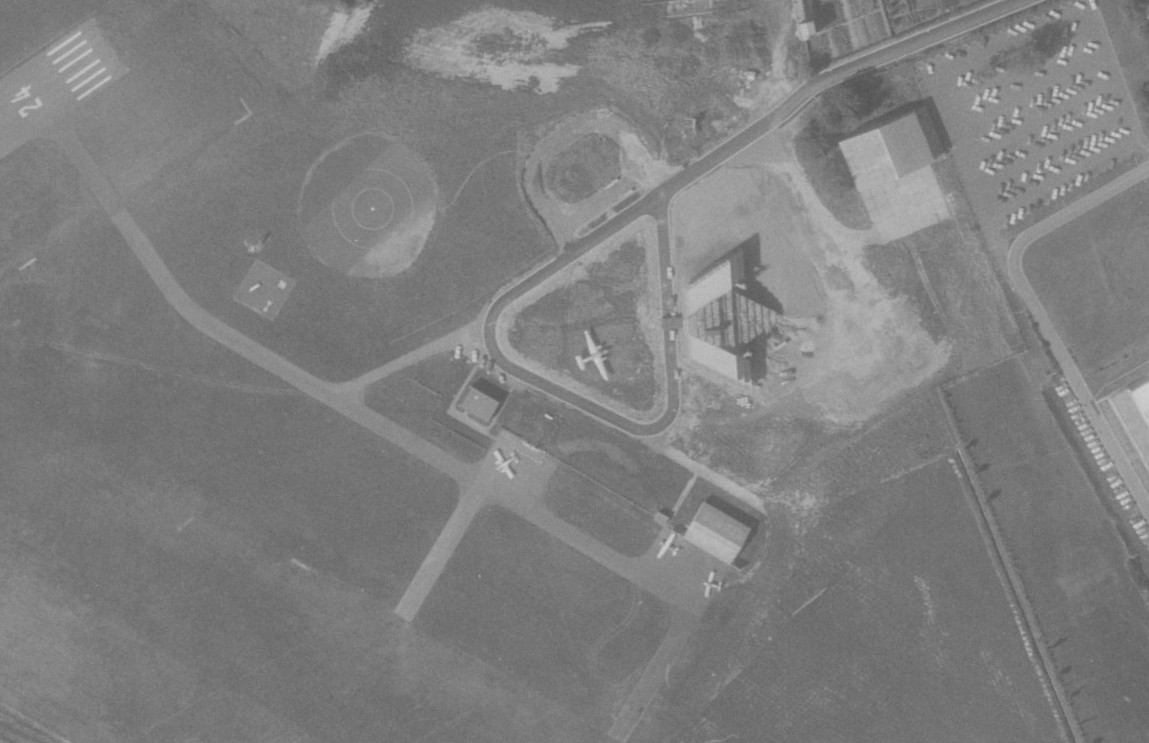
Infrastructures de l'aérodrome de Flers le 29 août 1977
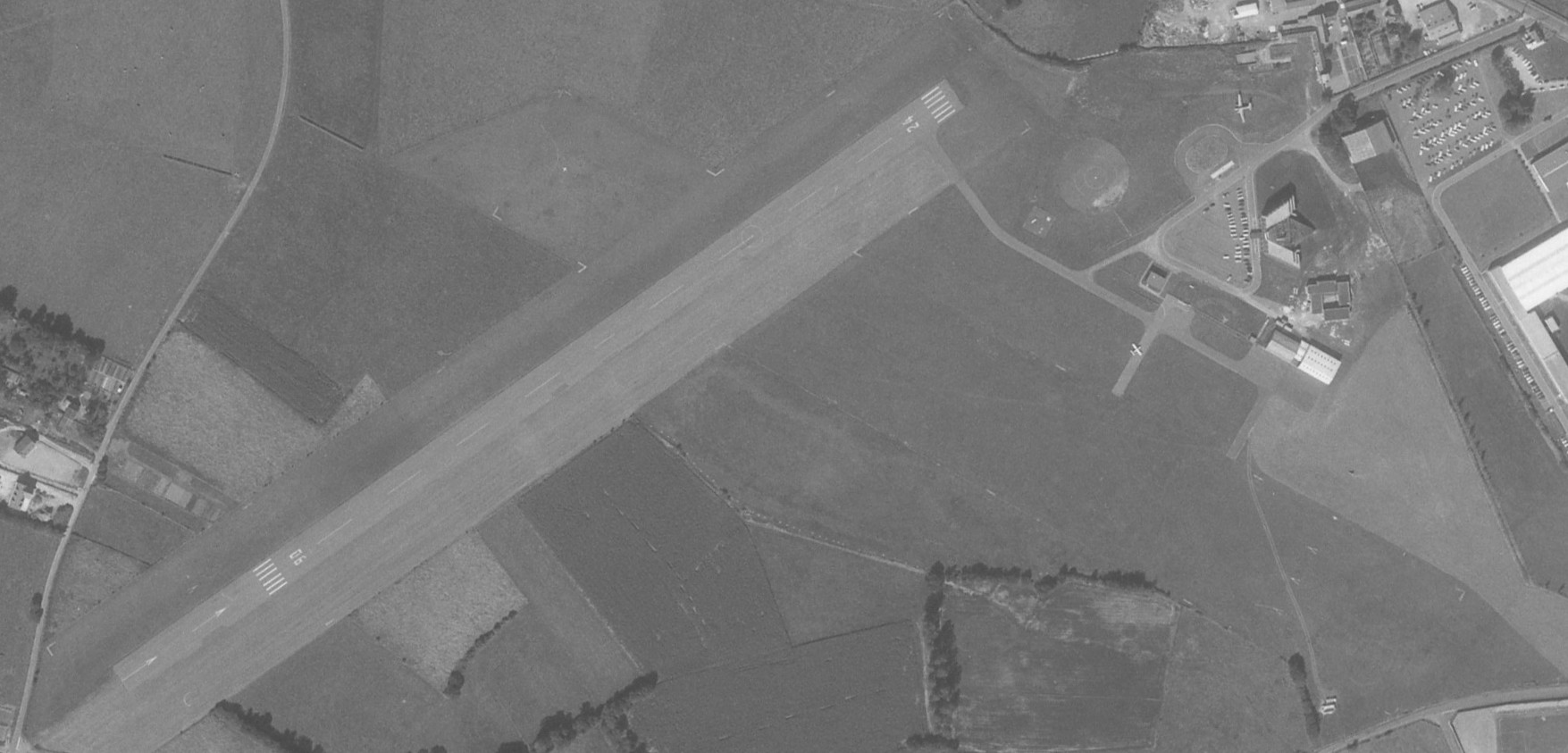
Aérodrome de Flers le 17 septembre 1979 avec ses deux pistes en herbe.
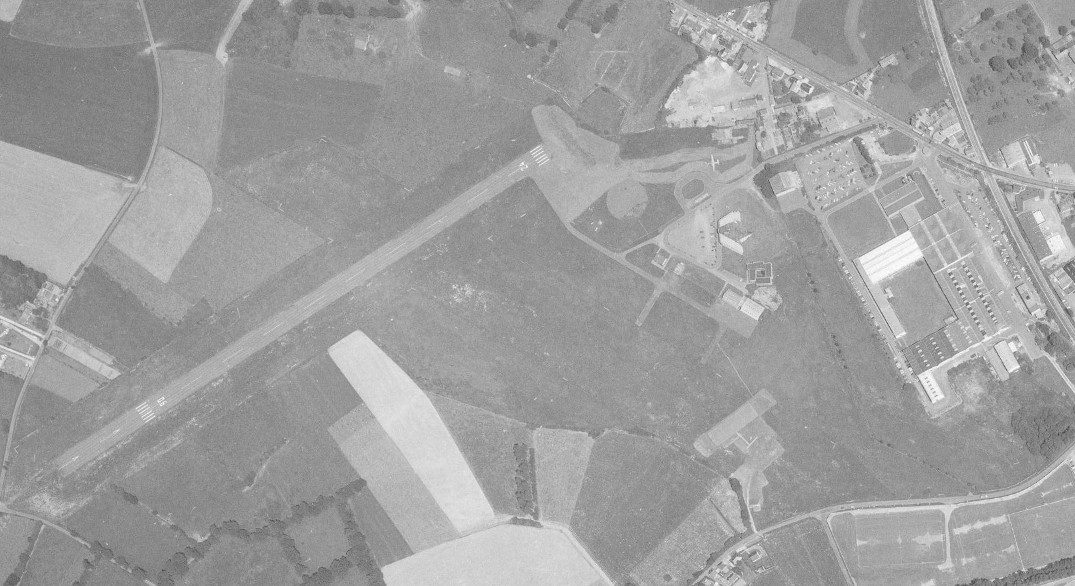
Aérodrome de Flers le 18 juin 1984
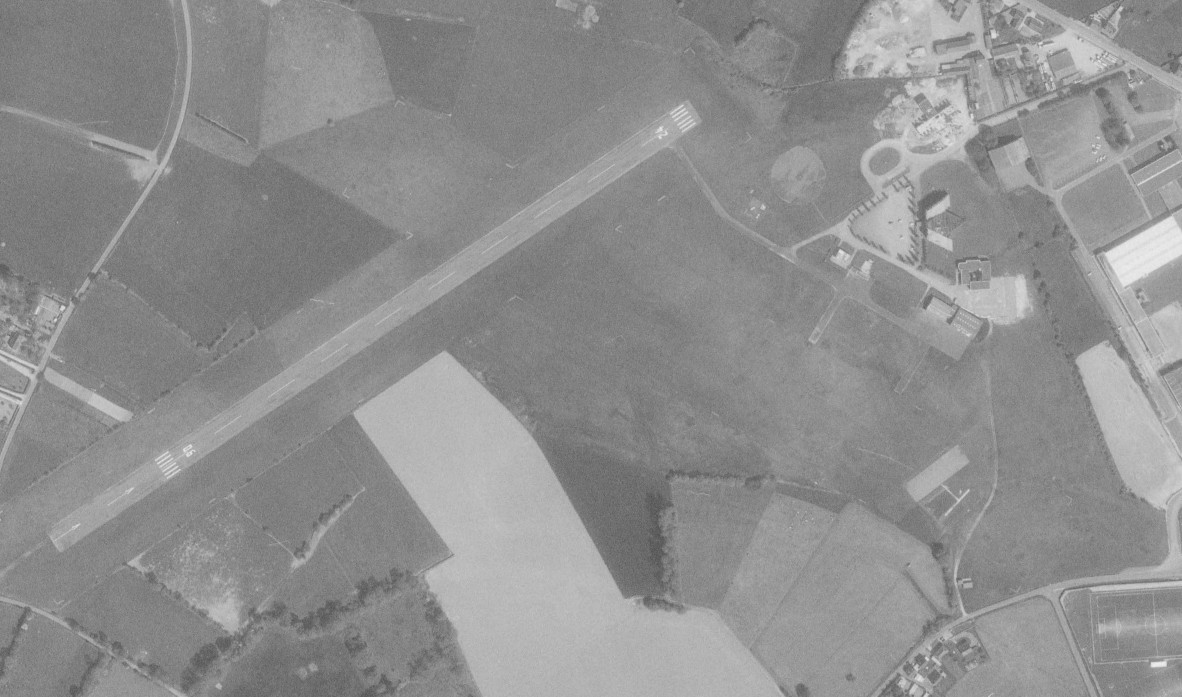
Aérodrome de Flers le 05 mai 1990 avec sa piste enrobée 06/24
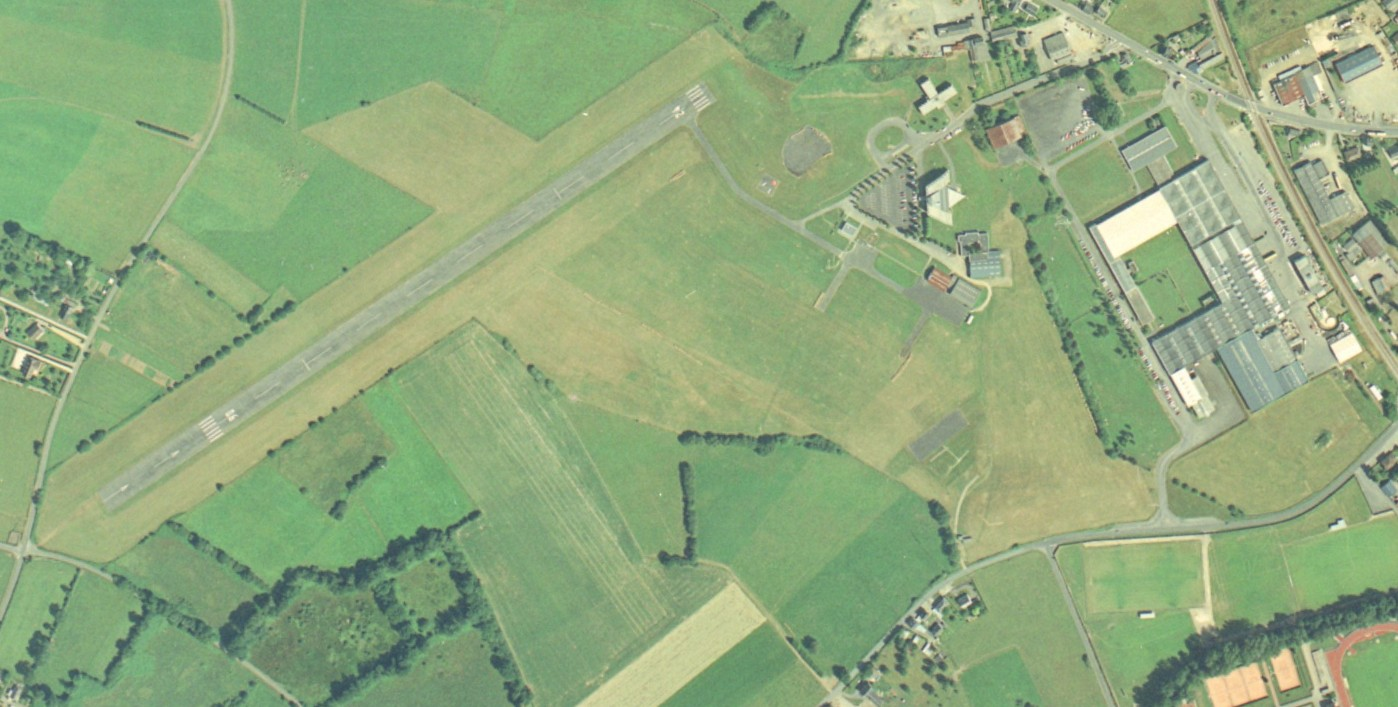
Aérodrome de Flers le 16 juillet 1996
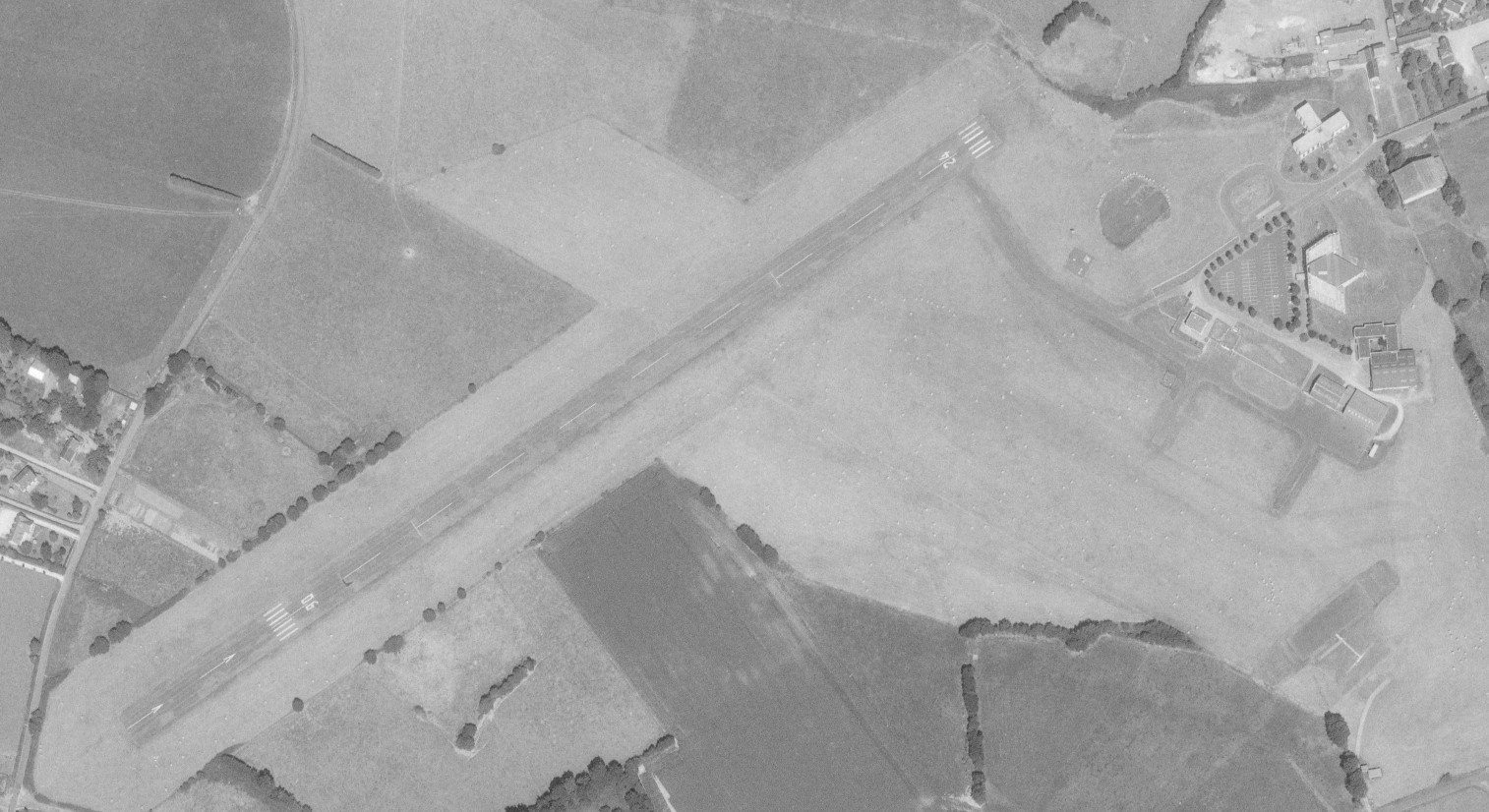
Aérodrome de Flers le 10 août 1998
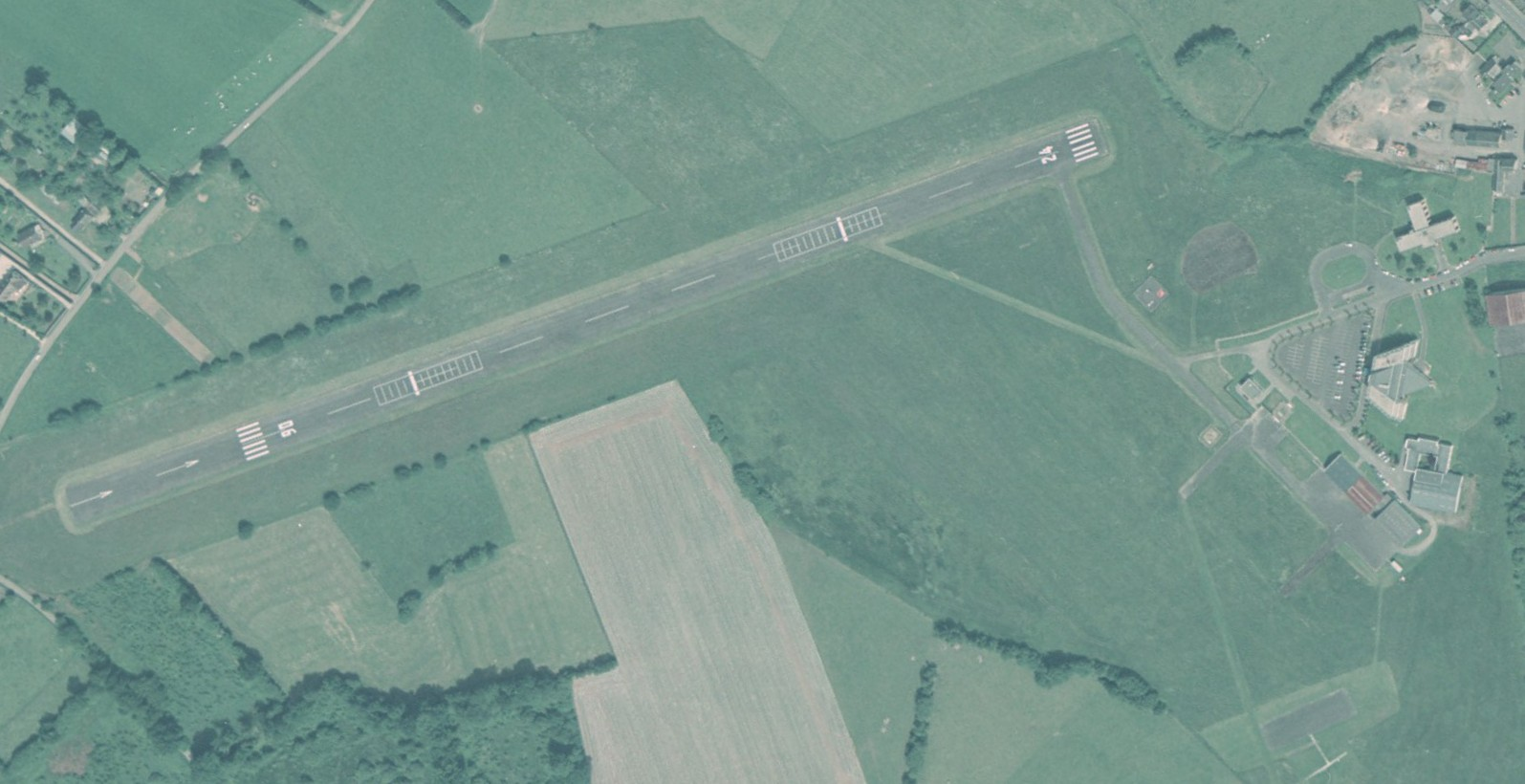
Aérodrome de Flers le 12 juin 2001
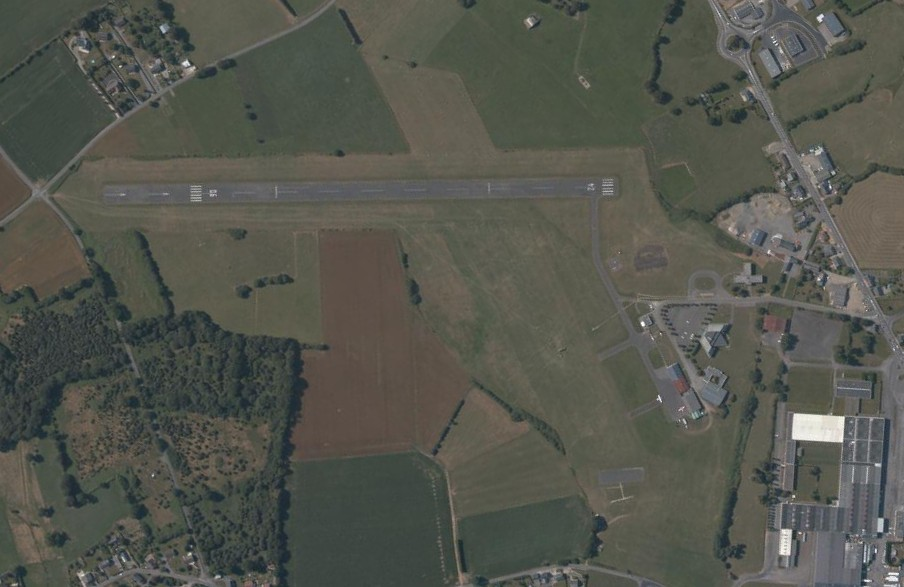
Aérodrome de Flers le 15 juillet 2006
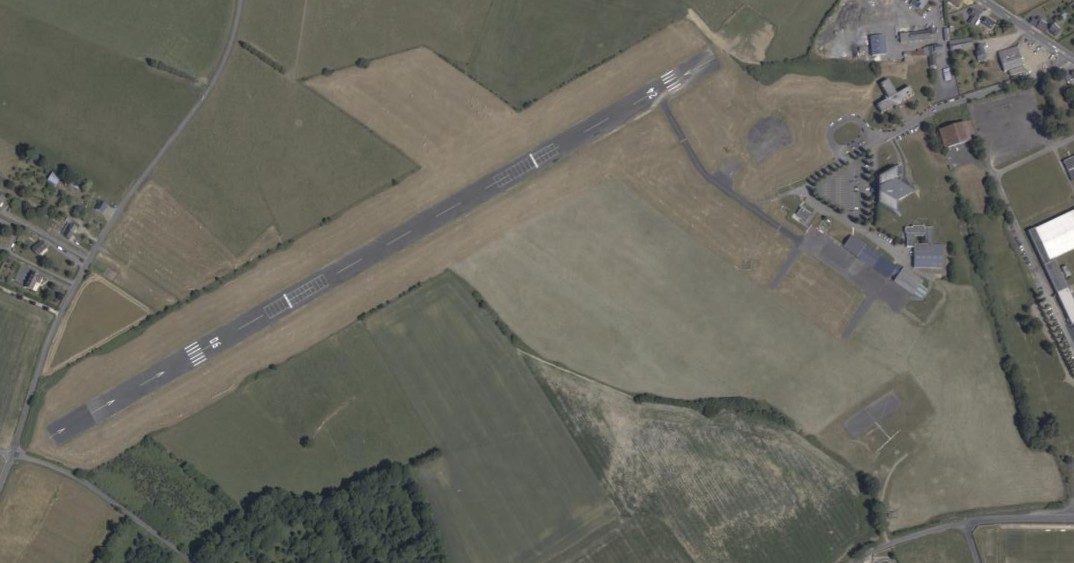
Aérodrome de Flers le 08 juillet 2010
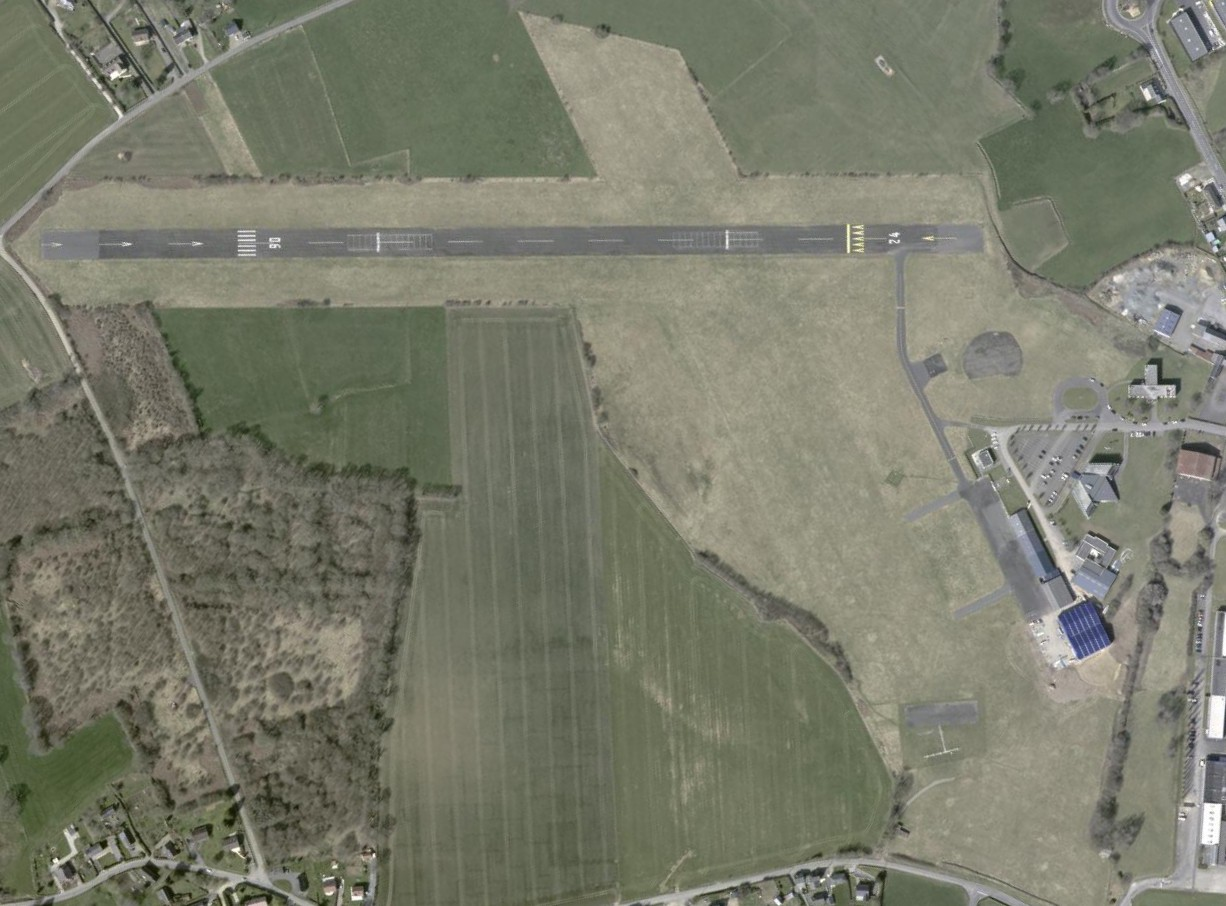
Aérodrome de Flers le 23 mars 2012 avec le hangar de la base hélicoptère de RTE de construit (toit bleu)
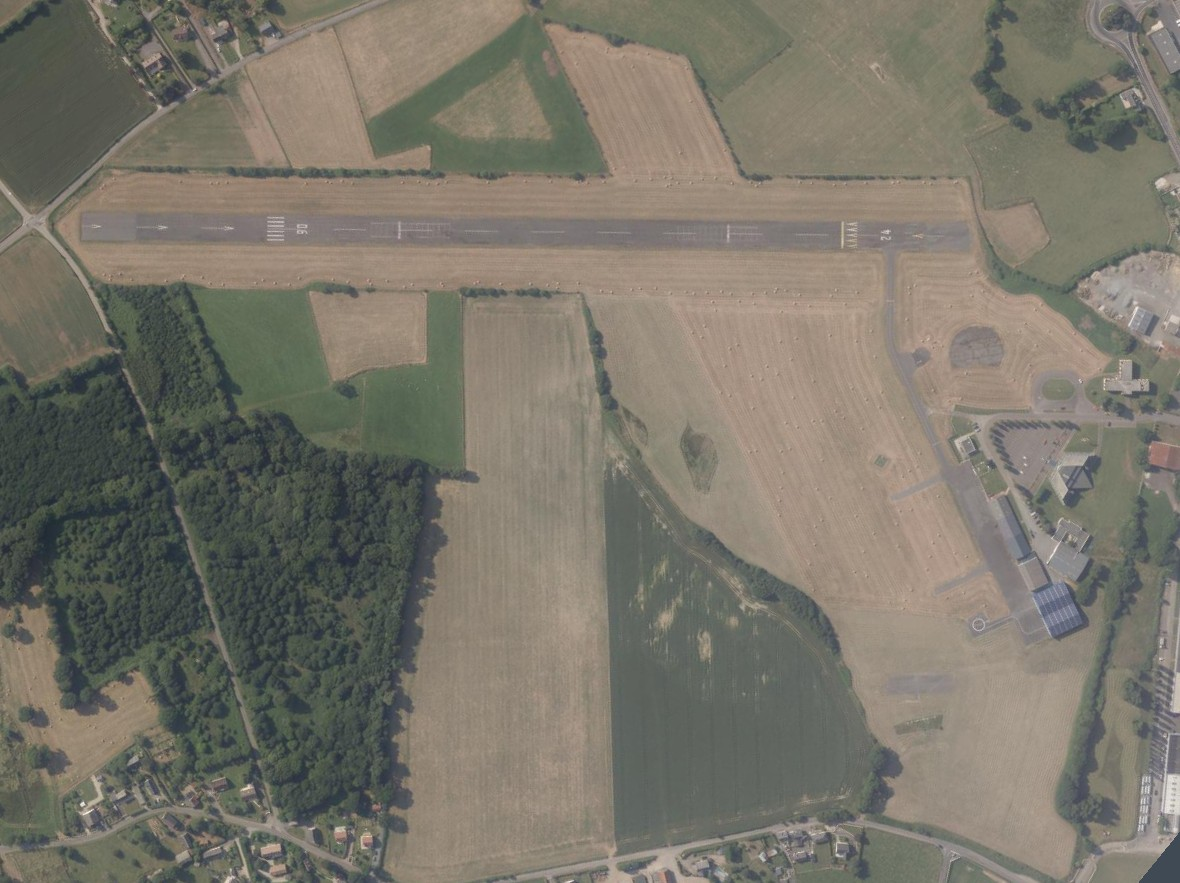
Aérodrome de Flers le 08 juillet 2013
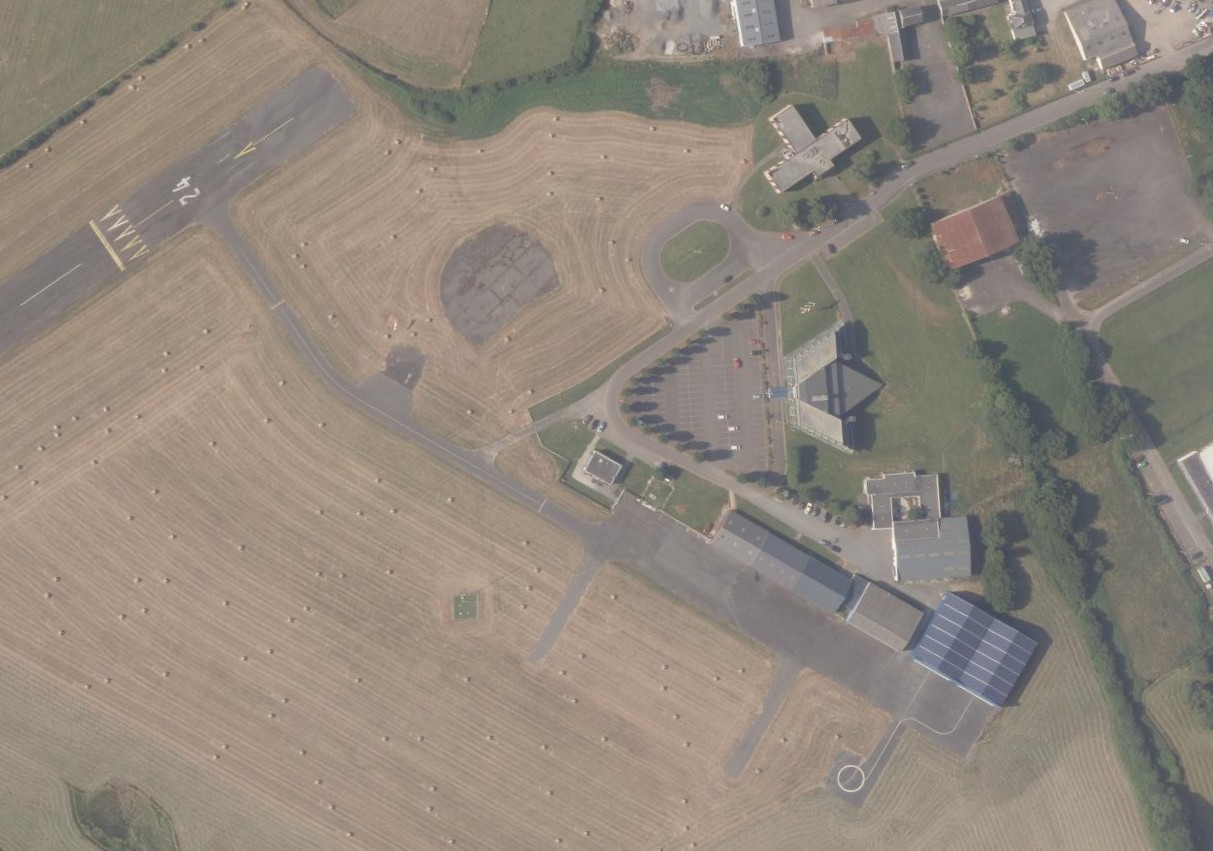
Infrastructures de l'aérodrome de Flers le 08 juillet 2013 (CCI Flers, aéroclub, hangars à avions et base RTE et sa piste hélicoptère.